# Costache Negri, Galați
Costache Negri (în trecut, Mânjina) este o comună în județul Galați, Moldova, România, formată numai din satul de reședință cu același nume. Se află în Câmpia Covurlui; lângă Gerului; și la o altitudine de 49 m deasupra nivelului mării. Are o suprafață de 26,88 km². Populația este de 2.078 locuitori, determinată în 1 decembrie 2021, prin recensământ, chestionar.

## Așezare
Comuna se află în centrul județului și este traversată de șoseaua județeană DJ251, care o leagă spre sud-est de Pechea, Cuza Vodă, Slobozia Conachi, Schela, Smârdan și Galați (unde se termină în DN26); și spre nord de Cudalbi, Valea Mărului, Matca și Tecuci (unde se termină în DN25). La Costache Negri, din acest drum se ramifică șoseaua județeană DJ254, care duce spre vest la Grivița și Ivești (unde se termină tot în DN25).

## Istorie
La sfârșitul secolului al XIX-lea, comuna purta denumirea de Mânjina, făcea parte din plasa Siretul a județului Covurlui și era formată doar din satul de reședință cu 800 de locuitori. Stăpânul moșiei fusese în trecut revoluționarul moldovean Costache Negri. În comună funcționau o biserică și o școală mixtă cu 30 de elevi. Anuarul Socec din 1925 consemnează schimbarea numelui comunei și satului ei în Costache Negri; ea făcea parte din plasa Pechea a aceluiași județ și avea 1600 de locuitori.
În 1950, comuna a fost arondată raionului Galați din regiunea Galați. În 1968, a trecut la județul Galați.

## Monumente istorice
Două obiective din comuna Costache Negri sunt incluse în lista monumentelor istorice din județul Galați ca monumente de interes local. Unul este monumentul de for public bustul lui Costache Negri (1973), realizat în piatră de Boris Leonovici. Altul este monumentul memorial reprezentat de casa memorială „Costache Negri” (1836), aflată vis-a-vis de primărie. În comuna Costache Negri, lângă consiliul local se găsește Casa Memorială „Costache Negri”. Aceasta a fost deschisă la 2 iunie 1968, chiar în casa revoluționarului moldovean, construită în stilul unei case țărănești de tip evoluat, cu două cerdace pe stâlpi de lemn.
În anii 1840-1857, la Mânjina, în această casă au avut loc întâlniri ale revoluționarilor moldoveni și munteni: Vasile Alecsandri, Ion Ghica, Nicolae Bălcescu, Mihail Kogălniceanu, Alecu Russo etc.

## Demografie
Componența etnică a comunei Costache Negri
     Români (89,99%)
     Alte etnii (0%)
     Necunoscută (10,01%)
Componența confesională a comunei Costache Negri
     Ortodocși (75,02%)
     Penticostali (13,38%)
     Alte religii (1,15%)
     Necunoscută (10,44%)
Conform recensământului efectuat în 2021, populația comunei Costache Negri se ridică la 2.078 de locuitori, în scădere față de recensământul anterior din 2011, când fuseseră înregistrați 2.287 de locuitori. Majoritatea locuitorilor sunt români (89,99%), iar pentru 10,01% nu se cunoaște apartenența etnică. Din punct de vedere confesional, majoritatea locuitorilor sunt ortodocși (75,02%), cu o minoritate de penticostali (13,38%), iar pentru 10,44% nu se cunoaște apartenența confesională.

## Politică și administrație
Comuna Costache Negri este administrată de un primar și un consiliu local compus din 11 consilieri. Primarul, Luca Ștefan[*], de la Partidul Social Democrat, este în funcție din octombrie 2020. Începând cu alegerile locale din 2024, consiliul local are următoarea componență pe partide politice:
|  | Partid                    | Consilieri | Componența Consiliului | Componența Consiliului | Componența Consiliului | Componența Consiliului | Componența Consiliului |
|  | ------------------------- | ---------- | ---------------------- | ---------------------- | ---------------------- | ---------------------- | ---------------------- |
|  | Partidul Social Democrat  | 5          |                        |                        |                        |                        |                        |
|  | Partidul Național Liberal | 3          |                        |                        |                        |                        |                        |
|  | Partidul PRO România      | 2          |                        |                        |                        |                        |                        |
|  | Partidul Puterii Umaniste | 1          |                        |                        |                        |                        |                        |

## Personalități
- Emanoil Savin (1958 - 2024), primarul orașului Bușteni